# Nelson Chabay
Nelson Pedro Chabay (Montevideo, 1940. június 29. – Buenos Aires, Argentína, 2018. november 2.) válogatott uruguayi labdarúgó, hátvéd, edző.

## Pályafutása

### Klubcsapatban
1964 és 1966 között a montevideói Racing labdarúgója volt. 1966-ban Argentínába szerződött. 1966 és 1971 között a Racing Club játékosa volt, ahol egy argentin bajnoki címet szerzett a csapattal. 1967-ben tagja volt a Copa Libertadores és az Interkontinentális kupa győztes együttesnek. 1972 és 1975 között a Huracán csapatában szerepelt és egy bajnoki címet nyert az együttessel.

### A válogatottban
1964 és 1966 között négy alkalommal szerepelt az uruguayi válogatottban.

### Edzőként
1977-ben a Huracánnál kezdte edzői pályafutását. 1986 és 1989 között a San Martín, 1990 és 1992 között a Racing Club, 1993-ban a Dep Mandiyú, 1993 és 1995 között a Colón, 1995 és 1997 között ismét a Huracán, 1997–98-ban az Unión vezetőedzője volt.

## Sikerei, díjai
Racing Club
- Argentin bajnokság (Primera División)
  - bajnok: 1966
- Copa Libertadores
  - győztes: 1967
- Interkontinentális kupa
  - győztes: 1967

 Huracán
- Argentin bajnokság (Primera División)
  - bajnok: 1973